# Anisodes fastidiosa
Anisodes fastidiosa är en fjärilsart som beskrevs av Paul Dognin 1900. Anisodes fastidiosa ingår i släktet Anisodes och familjen mätare. Inga underarter finns listade i Catalogue of Life.